# Peter Okodogbe
Peter Okodogbe, né le 27 mai 1958, est un athlète nigérian.

## Carrière
Peter Okodogbe est médaillé d'argent du 100 mètres et du relais 4 × 100 mètres des Jeux africains de 1978 à Alger. Il est septième de la finale du relais 4 × 100 mètres masculin aux Jeux olympiques d'été de 1980 à Moscou.